# 綾那
綾那（あやな、1987年10月29日 - ）は、日本の元タレント、元女優、元コスプレイヤー。東京都出身。かつてはA-teamに所属していた。

## 来歴・人物
俳優の田中健と女優の古手川祐子の長女。叔母は元女優の古手川伸子。
趣味はイラスト、パソコン、写真。特技は卓球、水泳。
ゲーム好きでもあり2014年5月、YouTubeチャンネル「モナリ THE チャンネル（Mona LiSa）」を開設し、ゲーム実況の生配信及び動画投稿を開始。
2016年8月31日、カプコンTVのスピンオフ番組「ちょいカプTV！」にゲスト出演、同年10月5日より「カプコンTV！」にも出演したのち
、2017年6月21日に番組リニューアルとなる第66回放送から第3水曜日の新アシスタントとしてレギュラー出演。また、2017年9月から2022年8月まで電撃オンラインにてゲームのコラム記事「綾那のゲームに夢中」を定期執筆していた。
2024年2月2日、所属事務所であるA-teamを退所し、芸能活動を引退。同年4月には2016年以降表舞台から遠ざかっている母・祐子の近況についての取材に応じている。

## 出演

### テレビドラマ
- ゴッドハンド輝（2009年4月11日、TBS）- 高橋さやか 役[9]
- ブザー・ビート〜崖っぷちのヒーロー〜（2009年7月13日 - 9月21日、フジテレビ）- 佐伯佳織 役[10]
- ラストマネー -愛の値段-（2011年10月4日、NHK総合）- 第4話 山之内由香 役[1]
- 月曜ゴールデン（TBS）
  - 医師・円城寺修
    - 第1作「杜の都の死刑囚」（2011年12月5日）- 遠山理香 役[11]
    - 第2作「恨みの報酬」（2012年6月4日）- 新井典子 役[12]

  - 十津川警部シリーズ48・江ノ電に消えた女〜十津川警部への挑戦状〜（2012年10月22日）- 服部佐知子 役[13]
- ダブルス〜二人の刑事（2013年5月16日、テレビ朝日）第5話[1]
- 事件救命医 〜IMATの奇跡〜（2013年10月6日、テレビ朝日）- 宮野真実 役[1]
  - 事件救命医2 〜IMATの奇跡〜（2014年6月15日）- 宮野真実 役[1]
- 花咲舞が黙ってない（2014年4月16日・4月23日、日本テレビ）- 第1話・第2話 小林実花 役[14][15]
- 天使と悪魔-未解決事件匿名交渉課-（2015年5月22日、テレビ朝日）第7話[1]
- 実在性ミリオンアーサー（2014年10月 - 2015年3月、テレビ神奈川）- ロット王 役[2]

### 映画
- BRAVE HEARTS 海猿（2012年、東宝）[1]
- Another アナザー（2012年、東宝・角川）[1]

### WEB番組
- カプコンTV！（2017年 - 2022年、CAPCOMチャンネルWEB配信） - 第66回から第3水曜日アシスタント[5]

### CM
- キリンビール「コクの時間」（2010年）[1]

### 舞台
- 謎解きはディナーのあとで（2012年8月31日 - 9月9日、天王洲 銀河劇場）[16]
- 舞台「青の祓魔師」〜青の焔 覚醒編／京都 不浄王編〜（2014年6月、サンシャイン劇場）- 宝生蝮 役[17]
- ぷよぷよ オンステージ（2015年5月2日 - 5月6日、赤坂ACTシアター）- シグ 役[18]
- ヴァンパイア騎士-Revive-（2015年7月1日 - 7月5日、あうるすぽっと）- 架院 暁 役[19]
- デルフィニア戦記 -第一章-（2017年1月、天王洲銀河劇場）- シャーミアン 役[20]

### 参加CD
- 実在性ミリオンアーサー - ロット 役
  - Britain Music VOL.1
    - 「そんなの絶対、認めない！」 ※ロット＆ユリエンス＆ブランデゴリス名義[21]
    - 「決めてよGood Choice！」 ※アーサー＆ガラハッド＆ロット名義[22]

  - Britain Music VOL.2
    - 「ぼくらはブリテンの子供たち」 ※ブリテンオールスターズ名義[23]